# Karsten Middeldorp

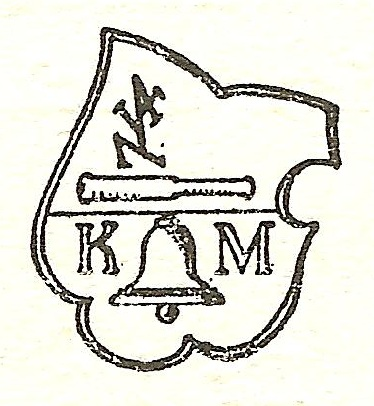
Wappen Middeldorps mit Hausmarke, Kanone und Glocke

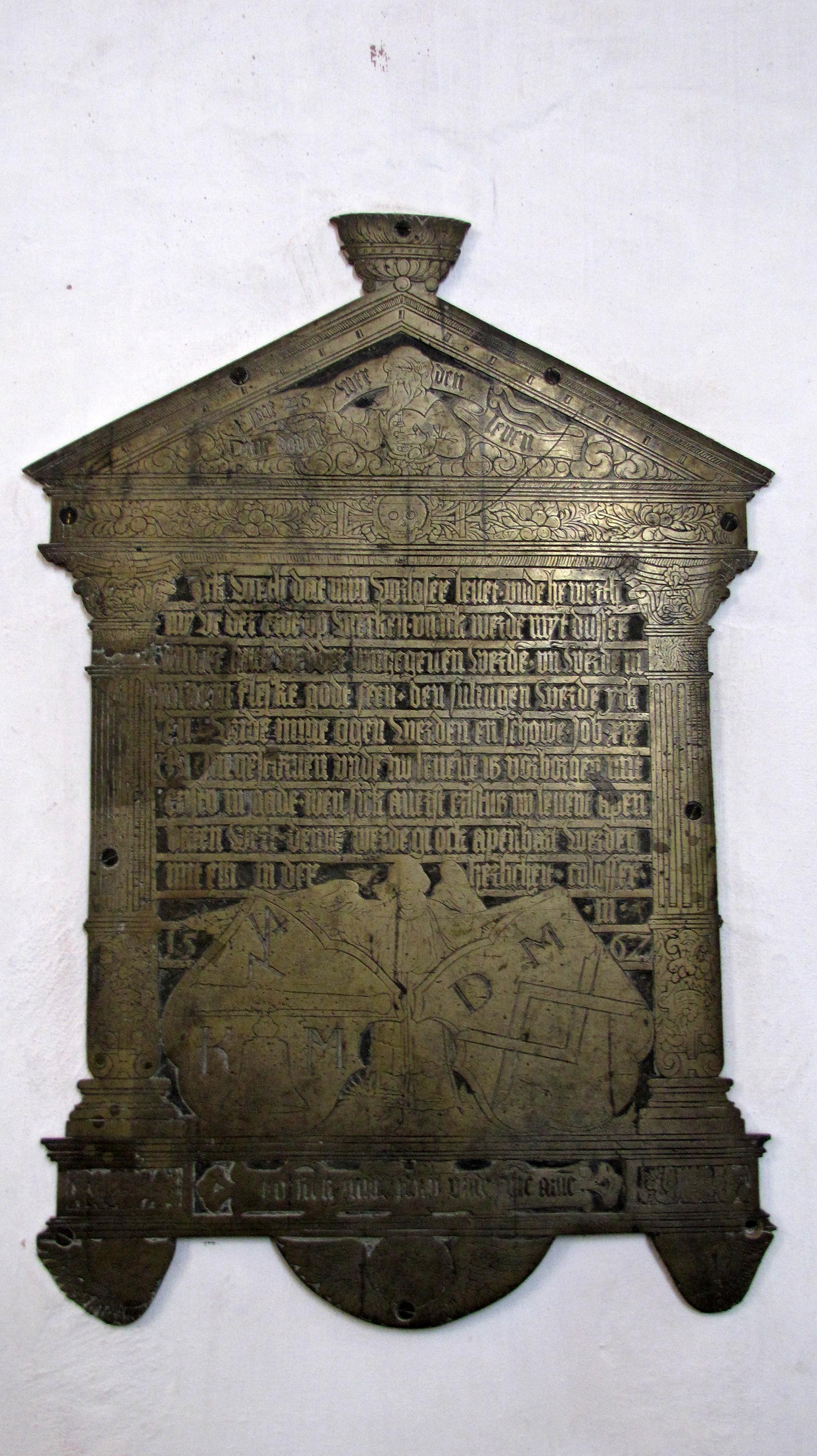
Bronzeplatte des Epitaphs von 1562

Karsten Middeldorp, auch Christian, Medeldorp, Milddedorp († vor Ostern 1561 in Lübeck) war ein deutscher Stück- und Glockengießer in Diensten der Hansestadt Lübeck.

## Leben und Werk
Er ist ab 1543 in Lübeck durch ein in diesem Jahr gegossenes Geschütz nachweisbar. Lübeck verfügte zumindest ab 1546 über ein Gießhaus an der Lastadie direkt an der Trave. Middeldorp erwarb nach 1558 das Werkzeug von Meister Gert van Mervelt aus Flensburg, der 1546 eine Pulsglocke für die Marienkirche gegossen hatte. Mervelt war von 1542 bis 1547 in Lübeck tätig und der Lübecker Kustos des 19. Jahrhunderts Theodor Hach vermutete, dass Middeldorp dessen Geselle gewesen und von ihm in die Formsprache der Renaissance eingeführt worden sein könnte. Von Middeldorp sind einige Glocken erhalten, während die von ihm von 1543 bis 1560 gegossenen zahlreichen Geschütze zwar in den Akten belegt, aber bis auf eines nicht erhalten sind.

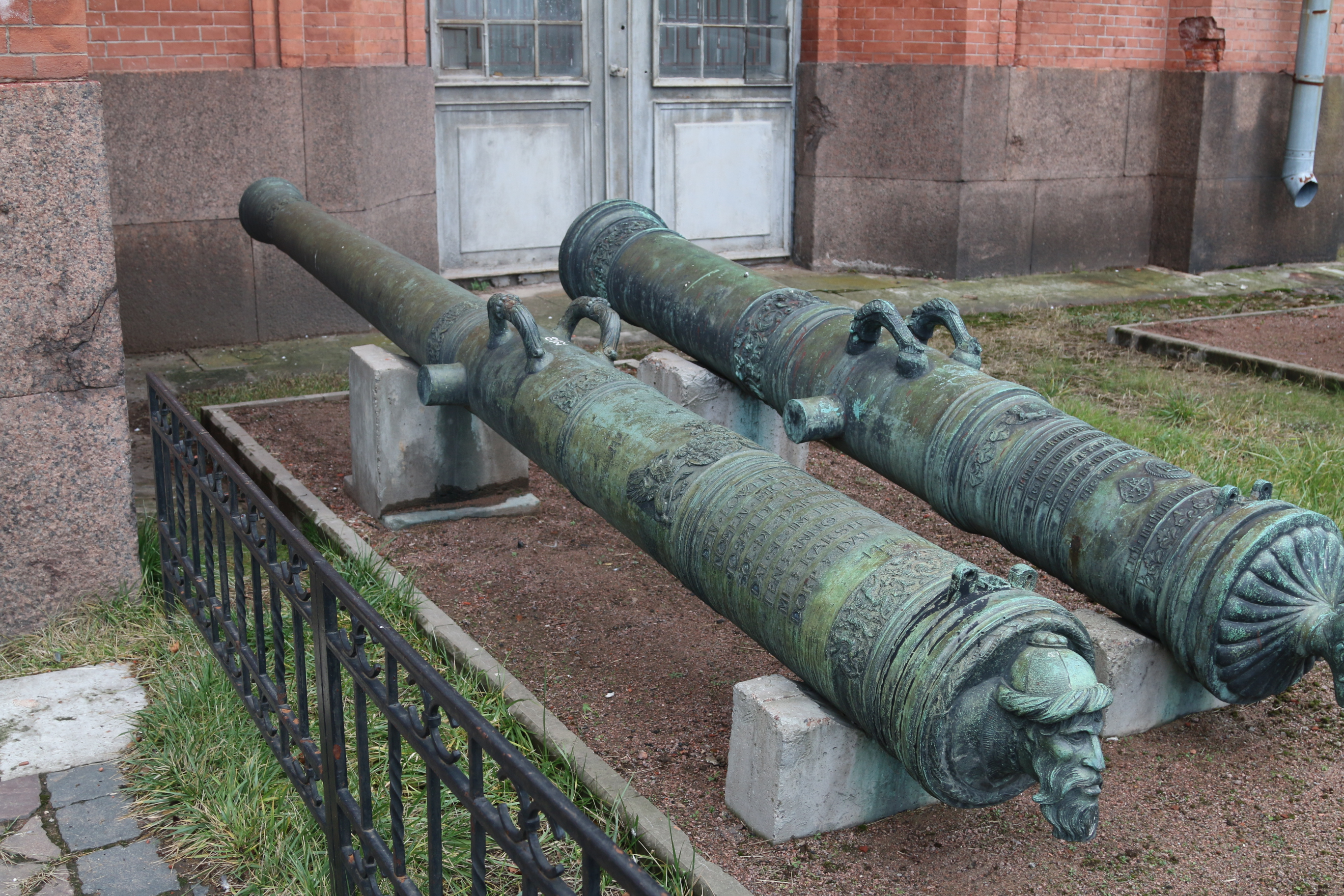
Löwe von Reval (links) in St. Petersburg (2015)

Im Museum im Befestigungsturm Kiek in de Kök in Tallinn befindet sich mit dem Löwen von Reval die Kopie eines 1559 von Middeldorp gegossenen und signierten Prunkgeschützes mit einem Gewicht von 2375 Kilogramm, das seinen Namen von dem schmückenden Relief eines Löwen ableitet und durch die zwei Stadtwappen von Reval als Auftrag der Stadt an den Lübecker Gießer ausgewiesen ist. Das Reliefporträt zeigt den damaligen Hauptfeind Revals, Ivan den Schrecklichen (nach einer Fassung; quästioniert). Das Original-Geschütz befindet sich seit 1800 im Artilleriemuseum in Sankt Petersburg. Auf der Kanone steht: 

„DEN LOWEN EIN LET // NOMEN MICH VAN REVEL DAT // TO SPALDE ICH ERE FIENDE // SOL DE DAR NICHT WOLLEN // DAT SE IM FEDE LEVEN // LEN ANNO 1559 IAR GOET // MI KARSTEN MIDDEL // DORP DAT IS WAR. N. E.“

Middeldorp wird im Kämmerei-Ausgabebuch von 1550 bis 1561 mit seinen vierteljährlichen Bezügen als busßenschutten oder buscengeter geführt, mit der letzten Auszahlung für das erste Quartal 1561 an Ostern, die bereits an seine Frau erfolgte. 1553 wird er als Besitzer eines Hauses in der Großen Burgstraße genannt, das vorher dem Glockengießer Heinrich von Kampen gehört hatte (moderne Hausnummer: 47). 1560 erwarb er für sich und seine Erben eine Grabstelle in der Jakobikirche. Sein Grabstein ist nicht erhalten, die darin ehemals eingelassene Grabplatte aus Messing im Stile der Lübecker Frührenaissance hängt heute an einem Pfeiler. Sie zeigt Middeldorps Hausmarke über Glocke und Kanone, als Inschriften Bibelverse in niederdeutscher Sprache sowie die Jahreszahl 1562, also keine Lebensdaten Middeldorps. Sie wurde daher, so wird vermutet, von seinem Nachfolger, dem Lübecker Ratsgießer Matthias Benningk hergestellt.
| Jahr | Ort                                     | Name         | Gewicht in kg | Durchmesser in mm | Nominal | Bemerkung |
| ---- | --------------------------------------- | ------------ | ------------- | ----------------- | ------- | --- |
| 1548 | St.-Jürgen-Kapelle                      |              |               | 860               |         | älteste nachreformatorische Glocke in Lübeck mit Zierfries und zweireihiger Inschrift in dem freistehenden hölzernen Glockenstuhl südlich der Kapelle |
| 1548 | Astrup, Aalborg Amt                     |              |               | 810               |         | |
| 1550 | Vestermarie, Åkirkeby Kommune, Bornholm |              |               | 1150              |         | |
| 1554 | Stokkemarke bei Nakskov                 |              |               | 920               |         | |
| 1555 | Trinitatiskirche Mitau                  |              |               |                   |         | 1729 gesprungen und umgegossen |
| 1559 | St. Andreas (Lübeck)                    | Beichtglocke |               | 650               |         | |
| 1553 | Stadtkirche Heiligenhafen               |              |               |                   |         | 1901 eingeschmolzen |